# أم الصبيع (أم الصبيع)
أم الصبيع هو دُوَّار يقع بجماعة امسيد، إقليم طانطان، جهة كلميم واد نون في المملكة المغربية. ينتمي الدوّار لمشيخة أم الصبيع التي تضم دوار واحد. يقدر عدد سكانه بـ 77 نسمة حسب الإحصاء الرسمي للسكان والسكنى لسنة 2004.

## روابط خارجية
- البوابة الوطنية للجماعات الترابية
- المندوبية السامية للتخطيط